# امیسویل (ویرجینیا)
امیسویل، ویرجینیا (به انگلیسی: Amissville, Virginia) یک منطقهٔ مسکونی در ایالات متحده آمریکا است که در ویرجینیا واقع شده‌است.